# Ballingslöv GoIF
Ballingslöv GoIF är en idrottsförening från Ballingslöv, Skåne som startades den 19 januari 1927. Idrottsföreningen är både en gymnastik- och fotbollsklubb. Fotbollsklubben spelar sina hemmamatcher på Optimera Arena (Ballingslöv) och år 2019 spelas det division 6-fotboll på arenan.

## Historia
Klubben bildades den 19 januari 1927. Redan under 1800-talet och början av 1900-talet deltog ballingslöv i både gymnastik- och fotbollsaktiviteter. Intresset fanns alltså i byn dock avtog intresset efter en förlust i en fotbollsmatch mot Hästveda. 1921 slog Stoby och Ballingslövs idrottsföreningar samman och 1927 blev den förening vi känner till ett faktum.